# اس‌ام یو-۹۱
اس‌ام یو-۹۱ (به انگلیسی: SM U-91) یک زیردریایی بود که طول آن ۷۰٫۶۰ متر (۲۳۱٫۶ فوت) بود. این زیردریایی در سال ۱۹۱۷ ساخته شد.